# Anna Medek
Anna M. Medek, nom complet: Anna Erzsébet Hildegard Medek (Budapest, 1 d'octubre, 1885 – Idem., 24 d'agost, 1960), va ser una cantant d'òpera (soprano).

## Biografia
Els seus avantpassats van arribar a la capital hongaresa des de Moràvia. El seu pare era Vince Pallér Medek, la seva mare era Mária Nemecsek. Va ser l'onzena dels dotze fills dels seus pares. Anna Medek va aprendre a tocar el piano des de ben jove. Va ser alumna de Jozefa Maleczkyné Ellinger a l'Acadèmia de Música de Budapest. Durant els seus estudis, també va assistir a les classes de Jeanne Lorraine a París, i després Vilmos Maleczky li va ensenyar a llegir partitures.
El 27 de desembre de 1909, a Budapest, a Terézváros, es va casar amb Andor Merkler, crític musical, escriptor de diaris i funcionari d'assegurances que era 24 anys més gran que ella.
L'11 de gener de 1908 va debutar com a convidada a l'Òpera de Budapest com a Elsa a Lohengrin de Wagner. Va ser contractada a la tardor d'aquell any, i el 18 d'octubre va cantar la Vespre dels Mestres Cantors de Nuremberg. Va ser un dels punts forts de la companyia durant dues dècades i mitja. El 1916 va guanyar la Medalla d'Or a la Ciència i l'Art. El 6 de setembre de 1917 va fer una aparició com a convidada amb molt d'èxit a Berlín amb el paper de Senta a Der fliegende Holländer. La premsa local va elogiar la seva veu, musicalitat i la seva interpretació artística profundament sentida. Va fer reeixides aparicions com a convidada a l'estranger el 22 de febrer de 1915 a Hamburg, el 29 de març de 1916 a Constantinoble, després a Sofia i el 17 de setembre de 1917, també a Berlín.
El 21 d'abril de 1923 va ser nomenada membre permanent de l'Òpera. El 18 de febrer de 1924 va cantar Zsuzsika a l'estrena de Carnival Wedding de Poldini Ede. Va participar habitualment en concerts d'oratori i va fer diverses aparicions com a convidada a l'estranger, especialment a països de parla alemanya. El 1932, als 47 anys, es va veure obligada a acomiadar-se dels escenaris perquè havia perdut gairebé completament la vista. Més tard, István Csapody Jr. li va operar els ulls, cosa que va millorar molt el seu estat.
Després de ser obligada a deixar d'actuar, va esdevenir professora de cant a l'Orquestra Nacional. Les seves alumnes més conegudes van ser la cantant de trance Ilona Hollós i la mezzosoprano d'òpera Piroska Tutsek.
Anna Medek era bàsicament una soprano jugendlich-dramatisch, motiu pel qual la seva millor actuació va ser Senta a El vaixell fantasma, però també es va aventurar amb èxit en el camp dramàtic. L'eix vertebrador del seu repertori eren els papers de Wagner i Verdi.
La seva tomba es troba al cementiri de Farkasréti [1/1-1-9].

## Els seus rols
- Ifj. Ábrányi Emil: Paolo és Francesca – Francesca
- Erkel Ferenc: Brankovics György — Mara
- Gluck: Orfeusz és Eurüdiké – Eurüdiké
- Hubay Jenő: Anna Karenina – paper principal
- Mozart: Don Juan — Donna Elvira
- Mozart: Les noces de Figaro – Comtessa Almaviva
- Poldini Ede: Farsangi lakodalom – Zsuzsika
- Puccini: La Boheme – Mimi
- Puccini: Madame Buterfly – Cso-cso-szán
- Puccini: Tosca — paper principal
- Smetana: Dalibor — Jitka
- Richard Strauss: Der Rosenkavalier — El mariscal de camp
- Verdi: Il trovatore – Leonora
- Verdi: Aïda – paper principal
- Verdi: Un ballo in Maschera – Amelia
- Wagner. l'holandès errant – Senta
- Wagner: Tannhäuser... — Erzsébet
- Wagner: Lohengrin – Elza
- Wagner: Els mestres cantaires de Núremberg — Eva
- Wagner: La Walkiria — Sieglinde
- Weber: Der Freischütz — Agathe

## Premis i honors
- 1923 – Membre permanent de l'Òpera